# Alliance populaire révolutionnaire américaine
L'Alliance populaire révolutionnaire américaine - Parti apriste péruvien (APRA, Alianza Popular Revolucionaria Americana - Partido Aprista Peruano, en espagnol) est un parti politique péruvien fondé par Víctor Raúl Haya de la Torre.

## Origines du Mouvement
On considère que l’acte fondateur officiel de l'Alliance populaire révolutionnaire américaine - Parti apriste péruvien (APRA) en tant que mouvement politique latino-américain est la remise par Haya de la Torre le 7 mai 1924 d'un drapeau portant la carte de l'Amérique latine avec les initiales APRA à la Fédération des étudiants de Mexico. L'APRA est ainsi en grande partie une expression politique de la Réforme universitaire. Le mouvement puise ses influences auprès de la révolution mexicaine et de la Constitution de 1917 qui en est issu, notamment sur les questions de l'agrarisme et de l'indigénisme, et à un degré moindre de la révolution soviétique. Ses principes, proposant la création d’un Front unique latino-américain (ou indien américain selon la terminologie de Haya de la Torre), sont exposés en cinq points dans un article publié dans le numéro de décembre 1926 de la revue britannique The Labour Monthly What’s the A.P.R.A. (en anglais) :
1. action contre l’impérialisme nord-américain ;
2. lutte pour l’unité politique de l’Amérique latine ;
3. nationalisation progressive des terres et des grandes entreprises ;
4. internationalisation du canal de Panama ;
5. solidarité avec tous les peuples et classes opprimées dans le monde.

L'idéologie apriste présente d'importantes similitudes avec le marxisme-léninisme : comme lui, elle entend réaliser l'union de l'ouvrier et du paysan, préconise l'internationalisme, veut arracher le pouvoir à l'oligarchie des propriétaires des moyens de production et est anti-impérialiste. Mais à la différence du communisme, l'aprisme récuse la lutte des classes et conserve sa filiation avec le libéralisme politique latino-américain. Ainsi, si l'aprisme sera au début allié au marxisme contre l'adversaire commun interne (l’oligarchie) et externe (l'impérialisme des États-Unis), l'alliance s'érodera peu à peu, comme en témoigneront les débats et polémiques entre Haya de la Torre et son compatriote marxiste José Carlos Mariátegui (qui fut membre de l'APRA pendant quelques années) et surtout l'intellectuel communiste cubain Julio Antonio Mella.
La première organisation politique apriste est créée en 1927 à Paris (Centro de Estudios Antimperialistas del APRA).
Finalement, le Parti apriste péruvien (PAP) est fondé le 20 septembre 1930, ce qui lui confère une base nationale pour opérer au Pérou. L'APRA reste quant à lui un mouvement à ambitions continentales, essaimant ses idées dans chaque pays d'Amérique latine.

## Dans le jeu politique péruvien
Haya de la Torre retourne au Pérou en 1931 pour se présenter à l’élection présidentielle. Mais il est emprisonné durant quinze mois et l’APRA est interdit jusqu’en 1934 puis entre 1935 et 1945. En 1945, José Luis Bustamante y Rivero devient président avec l’appui de l’APRA. En 1948, des dissidents du parti se révoltent à Callao et l’APRA est de nouveau déclaré illégal. En novembre, Manuel A. Odría s’empare du pouvoir et Haya de la Torre doit se réfugier à l’ambassade de Colombie à Lima.
Le parti est autorisé de nouveau en 1956. En 1962, Haya de la Torre se représente à l’élection présidentielle, qu’il remporte mais sans la marge nécessaire pour être élu conformément à la constitution. Pour éviter une « révolution à la cubaine », l'armée s'empare du pouvoir, dissout le Parlement, fait arrêter les membres du Tribunal électoral pour les juger, suspend la Constitution et annule les élections. 
De nouvelles élections ont lieu en 1963, mais Haya de la Torre est battu. Le parti reste un parti d’opposition jusqu’en 1979. De nouveau autorisé, il obtient la majorité des sièges dans l’assemblée constitutionnelle. Mais les luttes de succession qui font suite à la disparition du fondateur le 2 août 1979 empêchent le parti de concourir efficacement à l’élection présidentielle. L’élection présidentielle de 1985 voit la victoire de son candidat Alan García. Le parti accède donc au pouvoir au Pérou jusqu’en 1990 après plus de cinquante ans de lutte politique.

## Situation actuelle
En 2006, le Parti apriste péruvien est dirigé par le président du Pérou Alan García. Candidat malheureux en 2001 celui-ci s’est de nouveau porté candidat à l’élection présidentielle du 9 avril 2006 et a été élu avec 55 % des voix.
Le parti est très présent dans le Nord du pays notamment dans la région de La Libertad, fidèle au souvenir du fondateur né à Trujillo. Il est membre de l’Internationale socialiste et de la COPPPAL, et se positionne aujourd’hui dans une tendance politique social-démocrate. L’hymne du parti est la Marseillaise avec des paroles en espagnol : la « Marsellesa Aprista ».
Il est donc doté d'une meilleure organisation (géographique, idéologique) que la plupart des autres partis qui se forment sporadiquement. Il faut néanmoins remarquer que, du fait que le premier gouvernement apriste du président Alan García avait plongé le pays dans une crise profonde, les Péruviens se sont méfiés de l'APRA jusqu'en 2006 où ils ont réélu García. Le parti est aussi devenu de plus en plus conservateur.
Le parti s'engage en 2004 en faveur de l'accord de libre-échange avec les États-Unis. Élu en 2006 sur un programme de centre gauche, Alan García nomme des personnalités issues de la droite conservatrice, comme Rafael Rey, à des postes-clés au sein du gouvernement, négocie un accord de libre-échange avec le Chili, et défend le rétablissement de la peine de mort.
En 2019, l'APRA manœuvre avec le parti fujimoriste Force populaire pour renverser le gouvernement de Martín Vizcarra. Le parti ne présente pas de candidat à l'élection présidentielle de 2021 et appelle à voter pour Keiko Fujimori au second tour. Le parti perd ainsi son enregistrement comme parti.